# ستاره ترنبیتسه
ستاره ترنبیتسه (به لهستانی:  Stare Trębice) یک روستا در لهستان است که در گمینا پاپروتنگا واقع شده‌است.